# Landesamt für Einwanderung

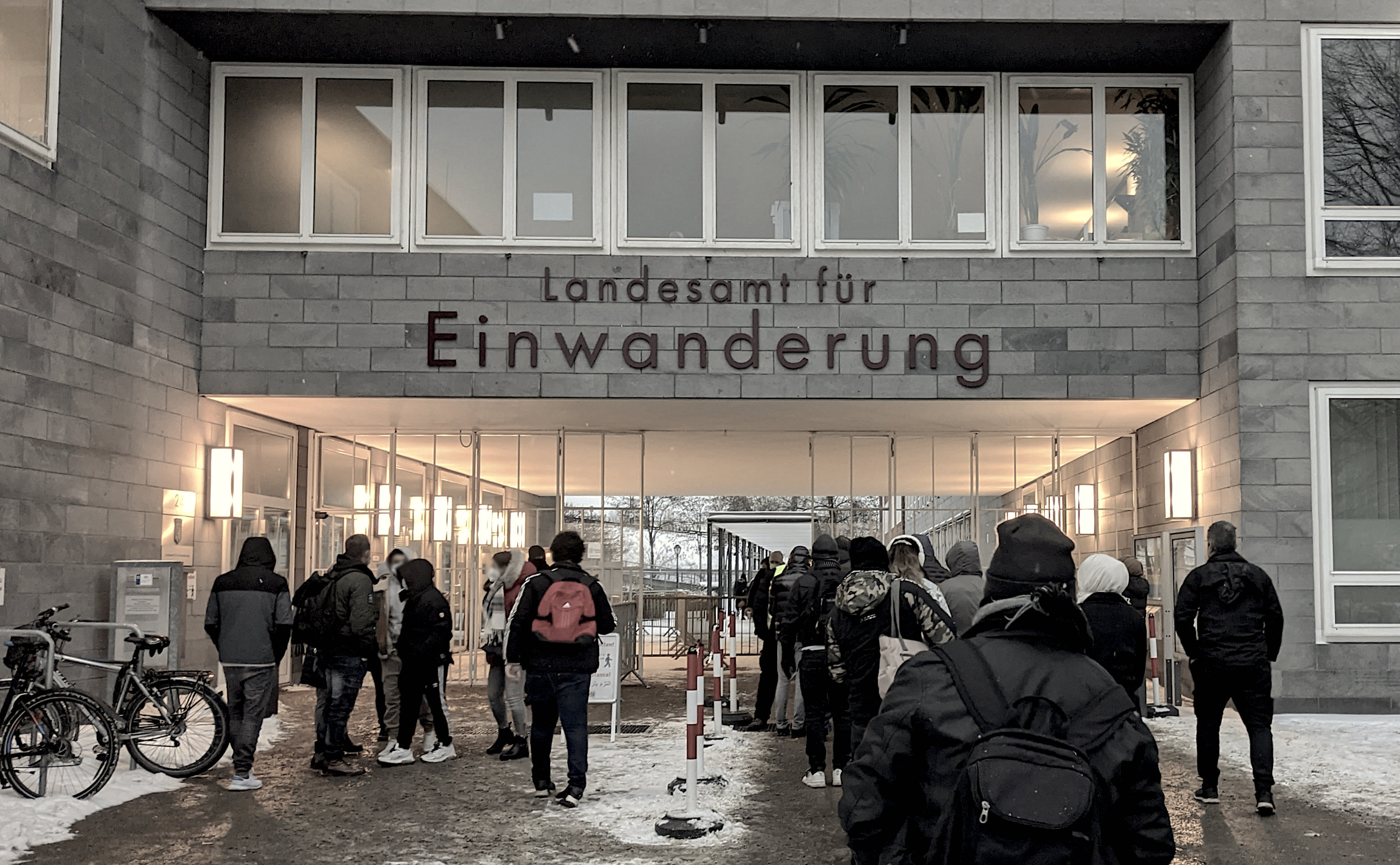
Haupteingang der Behörde, März 2022

Das Landesamt für Einwanderung (LEA) ist die Ausländerbehörde der deutschen Hauptstadt. Mit rund 670 Beschäftigten und jährlich 400.000 vorsprechenden Kunden ist sie die größte Ausländerbehörde Deutschlands.

## Geschichte
Das Berliner Landesamt für Einwanderung ging aus dem Landesamt für Bürger- und Ordnungsangelegenheiten hervor. Zuvor war das nun eigenständige Landesamt nur eine Abteilung im Landesamt für Bürger- und Ordnungsangelegenheiten. Die Eröffnung fand am 15. Januar 2020 statt.
Gründe für die Schaffung des Landesamtes sind nach Angaben der Senatsverwaltung für Inneres und Sport der demografische Wandel und der daraus entstehende Fachkräftemangel. Außerdem soll das Landesamt eine Reaktion auf das Fachkräfteeinwanderungsgesetz vom 15. August 2019 sein. Das von der Bundesregierung erlassene Gesetz ist am 1. März 2020 in Kraft getreten. Damit Fachkräfte schneller vermittelt werden können, wurde das Ziel gesetzt, im neuen Landesamt u. a. bürokratische Hindernisse abzubauen, ein Beschwerdemanagement einzuführen und ein Dolmetscher-Service einzurichten.
Zudem sollte das Landesamt als erste eigenständige Einwanderungsbehörde eines Bundeslandes auch ein politisches Signal in Richtung Willkommenskultur sein. Andreas Geisel (damaliger Senator für Inneres und Sport) sagte bei der Eröffnungsrede: „Berlin ist das Symbol für Weltoffenheit und Toleranz“.
Erster Direktor wurde Engelhard Mazanke, der bereits seit 2011 die Ausländerbehörde innerhalb des Landesamtes für Bürger- und Ordnungsangelegenheiten leitete.
Beim Direktor direkt angegliedert war von 2020 bis zum Tod im Jahr 2023 des ehrenamtlichen Ombudsmanns Wolfgang Wieland, der in seiner Funktion Einwanderer durch Information und Beratung unterstützte und Ansprechpartner für die Mitarbeiter – beispielsweise für Verbesserungsvorschläge – war. Diese Funktion wurde nicht erneut besetzt.

## Aufgaben und Organisation
Das Landesamt für Einwanderung nimmt als Ausländerbehörde von Berlin den Vollzug des Ausländerrechts wahr. Vertreten wird die Behörde durch den Direktor.
Die Behörde ist in sieben Abteilungen gegliedert (Stand: 2024):
- Abteilung A – Asylangelegenheiten
- Abteilung B – Besondere Aufgaben
- Abteilung E – Einwanderung
- Abteilung S – Staatsangehörgkeitsangelegenheiten
- Abteilung R – Kriminalitätsbekämpfung und Rückführung
- Abteilung G – Grundsatz und Querschnitt
- Abteilung P – Prozess und Recht

## Aufsicht
Die Rechts- und Fachaufsicht übt die Senatsverwaltung für Inneres und Sport aus.